# Visite virtuelle
Ne doit pas être confondu avec Navigation virtuelle.
 (août 2021).
Si vous disposez d'ouvrages ou d'articles de référence ou si vous connaissez des sites web de qualité traitant du thème abordé ici, merci de compléter l'article en donnant les références utiles à sa vérifiabilité et en les liant à la section « Notes et références ».

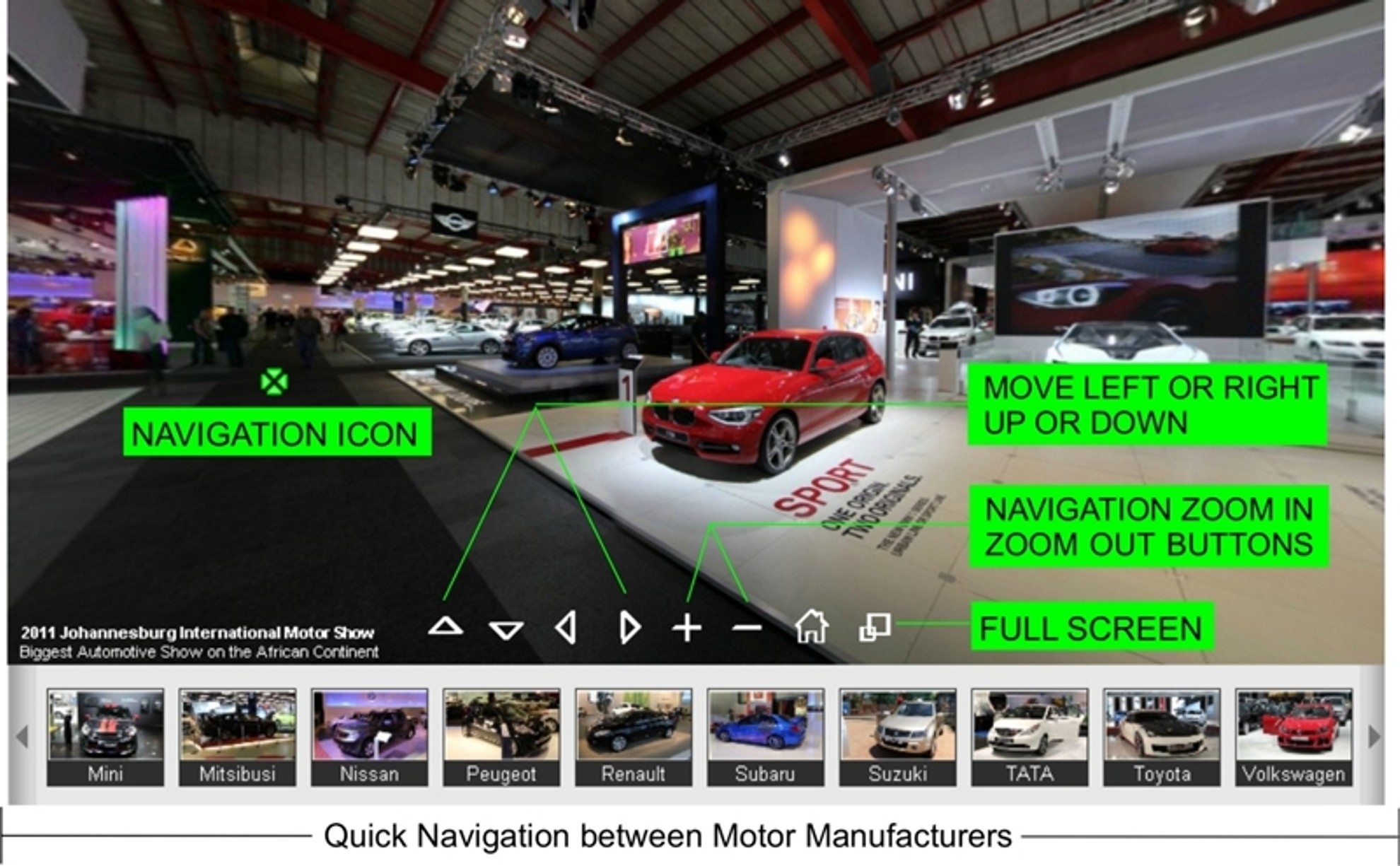
Johannesburg-Motor-Show-Virtual-Tour

La visite virtuelle permet de simuler la visite d'un site, souvent à 360 degrés. L'image représentant le site visité évolue dynamiquement, en interaction avec la demande de l'utilisateur. Cette technique permet la visite de musées, de sites touristiques, de bâtiments, parfois de villes entières, ainsi que de biens immobiliers en vente ou en location sur internet.
Il peut s’agir :
- d’une série de photos ;
- d'une série de vues panoramiques à 360° ;
- de 3d interactive ;
- de modélisation 3D (visite virtuelle 3D) ;

Les versions les plus évoluées intègrent différents points de vue, reliés les uns par rapport aux autres par des « hot-spots » (des points chauds) comme le propose par exemple Google Street View. Ainsi, le spectateur a l'impression de se déplacer d'une image à l'autre. Certaines représentations intègrent également des sons, qui peuvent être omnidirectionnels (des sons d'ambiance), ou directionnel. Dans ce dernier cas, le son est fonction de la zone de l'image affichée, et l'usage stéréo agrandit l'impression d'immersion.

## Les différentes perspectives
Une visite virtuelle est composée de plusieurs panoramas reliés entre eux :
- Le panorama cylindrique permet de montrer un bien ou un environnement en respectant la perspective (peu de déformation photographique), l’angle de vue est proche de celui de l’œil humain ;
- Le panorama sphérique permet de voir un lieu dans son espace horizontal mais aussi vertical, il est plus adapté à des biens « prestigieux » bénéficiant d'un volume en hauteur intéressant, comme un château par exemple ;
- Le panorama cubique, variante de la projection sphérique, est une projection cubique. Les images sont assemblées non pas pour former une sphère mais un cube virtuel. Il donne aux spectateurs la possibilité de se mouvoir sur 360° à l'horizontale et à 180° à la verticale dans un cube virtuel.

L'intégration de médias devient possible, des plans de localisation, des textes audio, des vidéos de démonstration, etc..

## Lecteurs
Le logiciel qui permet de visionner les visites virtuelles s'appelle un « lecteur » mais on utilise plus volontairement le terme anglais de « viewer ». Il existe aujourd'hui une multitude de viewers qui permettent de générer des visites virtuelles. Le plus ancien est QuickTime d'Apple.
Il existe différents lecteurs tournant sur Java et d'autres sur Flash, dont les plus utilisés semblent aujourd'hui être Flash Panorama Player et KRPano. Les visites virtuelles peuvent être accessibles sur les terminaux mobiles grâce à la l'HTML5/javascript.

## Les visites virtuelles dans l'architecture
Les visites virtuelles sont utilisées à des fins commerciales dans les agences immobilières, chez les constructeurs de maisons, les architectes… Elles sont également utilisées par les musées, pour des showroom, etc.
Le principal intérêt d'une visite virtuelle est de permettre une visite dans un lieu soit trop éloigné, soit en cours de construction, soit inaccessible pour une raison ou une autre.